# 日音プランニング
株式会社日音プランニング（にちおんプランニング）は、日音（TBSグループ）傘下の日本の番組制作会社である。
主にTBSテレビ・ラジオの各番組の下請け製作を手掛けているほか、民放地方局向けのラジオ番組制作をも行っている。

## 主な制作番組

### TBSテレビ
- イブニング・ファイブ特集コーナー
- 総力報道!THE NEWS 6時台・「総力特集!THEソウトク」コーナー
- イブニングワイド特集「イブワイ好奇心」
- Nスタ特集「Nトク」
- ウィークエンドウェザー
- あすのそら色
- 明石家さんCh.（クレジットなし）
- うたばん（クレジットなし）
- ザ・ミュージックアワー（クレジットなし）
- 火曜曲!（クレジットなし）
- CDTV（クレジットなし）
- さんまのSUPERからくりTV（クレジットなし）
- ふるさとの夢（クレジットなし）
- ふるさとの未来（クレジットなし）

### TBSラジオ
放送中
- 安住紳一郎の日曜天国
- 爆笑問題の日曜サンデー
- 嶌信彦 人生百景「志の人たち」

放送終了
- ザ・トップ5
- ミュージックナビ〜昨日と今日との交差点〜
- Kakiiin
- Wanted!!
- MUSIC 24/7
- 嶌信彦のエネルギッシュトーク
- MIXUP
- 全国おとな電話相談室
- 全国こども電話相談室
- 小島慶子 キラ☆キラ
- Morning Wind〜音楽の森
- 童謡詩人・金子みすゞ
- 森山良子 輝けるあなたへ
- 久米宏 ラジオなんですけど

ほか